# バンサモロ

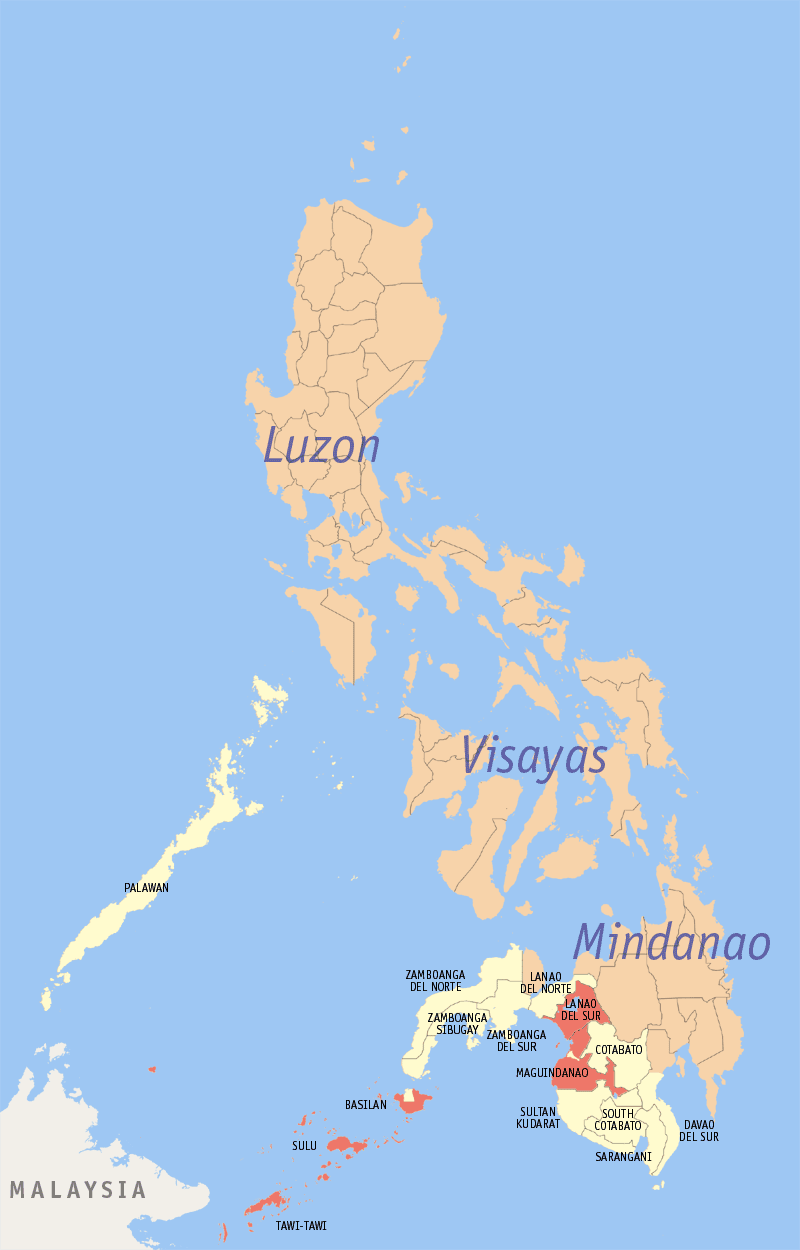
イスラム教徒ミンダナオ自治地域とその候補となったモロの多い地域

バンサモロ（英語: Bangsamoro）は、フィリピン南部やマレーシアのサバ州などに居住するムスリムのモロ人やその居住する地域をさす言葉。ミンダナオ島の全ムスリムの法的、判別的名称でもある。

## 語源
バンサはフィリピンやボルネオの言葉の「バンサ」（bansa）やルマド-マノボの言葉の「バンサ」（bangsa）に由来し、人々や国を意味している。モロはスペイン語でムーア人を意味する「モロ」に由来し、スペイン人がムスリム系マレー民族を指すのに使った言葉であり、マラナオ語などにもモロという用語が取り入れられている。この二つの単語の意味から、バンサモロはムスリム系の人々、ムスリム系の国・地域を意味する言葉となっている。

## 歴史
フィリピンはムスリム到来以前は、インド文化圏に属し仏教やヒンドゥー教の影響を受けていたと見られるが、13世紀にマクダム・カリムなどのイスラム商人や宣教師がペルシャ湾から渡来し、タウイタウイで原住民への宣教を開始した。また、東南アジアで先んじてムスリム教国化が進んでいたマレーシアやブルネイ、インドネシアなどとの貿易も南部フィリピンのイスラム地域化を進めた。イスラムの導入後、1457年に初めてスルターン国が設立され、ブアヤン、マギンダナオ、スールーなどでも国家が形成された。スペイン人のフィリピン到来までに、フィリピン諸島の多くの地域でムスリム系住民が居住していたとされる。
16世紀になるとスペイン人が到来し、キリスト教徒の入植やキリスト教の伝道を始め、後にフィリピン諸島の占領を開始した。スペイン人はムスリム系住民を蔑称的にムーア人に由来するモロと言う呼び名で呼んでいたが、後にこの地域のムスリム自身がモロを自らを表す言葉として借用するようになった。スペインによる占領が進むにしたがって、数百年に渡ってモロとの戦争が行われ、モロは徐々にフィリピン南部や南部周辺の島々に後退していった。しかし、比較的勢力が強くスペイン植民地政府の統治も行き届かなかった辺境のミンダナオ島西部やスールー諸島などではモロの人々が住み続け、最終的にスペイン植民地支配の終了までこれらの地域が完全に支配されることは無く、スールー王国などは1898年の米西戦争後のアメリカ合衆国によるフィリピン諸島併合後まで独立国家として存在した。
スペインからアメリカ統治までの間にザンボアンガ共和国が建国されたり、アメリカ統治の初期にはモロの反乱などが起きたりしたものの、1910年代までにはおおよそ鎮圧された。その後バンサモロの大部分はモロ州、後にミンダナオ・スールー省として統治が行われた。スペイン・アメリカの統治によってミンダナオでもルソン島やヴィサヤ諸島からの入植などにより徐々にキリスト教系の住民が増え、ムスリムは少数派となっていった。
フィリピンは第2次世界大戦後に独立すると国民を統合し単一国家を作る動きを強めたが、これがシャリーアのムスリムの反感を呼び、モロ民族解放戦線などが形成された。モロ民族解放戦線はバシラン州・スールー州・タウイタウイ州・ミンダナオ西部・パラワン州南部や、マレーシアのサバ州などを伝統的なバンサモロの地域として主張し、これらの地域ではモロ民族解放戦線やそこから派生したモロ・イスラム解放戦線等の武装組織とフィリピン国軍の衝突が断続的に続き、一時は独立宣言なども行われた。
1986年のエドゥサ革命後は和平交渉が進み、当該地域にイスラム教徒ミンダナオ自治地域が設立されることになったが、すでに当該地域に居住しているキリスト教徒なども多かったため、モロ民族解放戦線などが主張する全てのモロ居住地域の自治地域化はならず、自治も完全とはいえない状態であったために、独立を求めて小規模な衝突が続き、バンサモロ・イスラム自由戦士のような集団も形成されている。2013年にはモロ民族解放戦線によって再びバンサモロ共和国の独立宣言が出されザンボアンガ危機が起こったものの最終的に鎮圧された。
現在、フィリピン政府とモロ・イスラム解放戦線の間では和平プロセスが進められており、自治政府をもつ「バンサモロ自治地域」の発足を目指した取り組みの末、2019年2月にバンサモロ自治地域が成立した。

## 註
1. ↑  M.R. Izady. "The Gulf's Ethnic Diversity: An Evolutionary History. in G. Sick and L. Potter, eds., Security in the Persian Gulf Origins, Obstacles, and the Search for Consensus,(NYC: Palgrave, 2002)
2. ↑  “ミンダナオ和平に関する交渉の終結について（外務大臣談話）”.   外務省. 2014年7月8日閲覧。